# Auzon (Cèze)
Der Auzon (im Oberlauf: Auzonnet) ist ein Fluss in Frankreich, der im Département Gard in der Region Okzitanien verläuft. Er entspringt in den Cevennen, beim Weiler Florac, im Gemeindegebiet von Portes, entwässert zunächst in südöstlicher Richtung und erreicht den gleichnamigen Weiler Auzon in der Gemeinde Allègre-les-Fumades, wo er seinen Namen auf Auzon und seine Fließrichtung auf Nordost ändert. Der Fluss mündet schließlich nach insgesamt rund 31 Kilometern im Gemeindegebiet von Rivières als rechter Nebenfluss in die Cèze.

## Orte am Fluss
- Portes
- Le Martinet
- Saint-Florent-sur-Auzonnet
- Saint-Jean-de-Valériscle
- Les Mages
- Saint-Julien-de-Cassagnas
- Auzon, Gemeinde Allègre-les-Fumades
- Rivières